# Эрл, Тимоти
Тимоти Эрл (англ. Timothy (Tim) K. Earle; род. 1946) — американский экономический антрополог и археолог. Доктор философии (1973), эмерит-профессор Северо-Западного университета, где трудится с 1995 года. Член НАН США (2023). Лауреат Felix Neubergh Prize (2020). Также отмечен Lifetime Achievement Award от Society for American Archaeology.
Окончил Гарвардский колледж (бакалавр антропологии summa cum laude, 1969). Степень доктора философии по антропологии получил в Мичиганском университете. В 1973—1995 годах профессор антропологии Калифорнийского университета в Лос-Анджелесе, в 1987—1992 годах директор его Института археологии. С 1995 года профессор антропологии Северо-Западного университета, с 2011 года эмерит, в 1995—2000 и 2009-2010 годах завкафедрой антропологии. В 2002 году читал Distinguished Lecture in Archaeology (American Anthropological Association). Член Американской академии искусств и наук (2014).
Проводил многолетние международные полевые исследования в Полинезии, Перу, Аргентине, Дании и Венгрии. Работал с Маршаллом Салинсом.
Автор A Primer on Chiefs and Chiefdoms и How Chiefs Come to Power: The Political Economy in Prehistory (Stanford, 1997). Соавтор The Evolution of Human Societies: From Foraging Group to Agrarian State (Stanford University Press, 1987).
Соредактор Organizing Bronze Age Societies. The Mediterranean, Central Europe, and Scandinavia Compared (2010). Редактор Chiefdoms: Power, Economy, and Ideology.